# Polikarpov I-6
Polikarpov I-6 là một mẫu thử máy bay tiêm kích hai tầng cánh của Liên Xô vào cuối thập niên 1920.

## Tính năng kỹ chiến thuật
Dữ liệu lấy từ Shavrov, Istoriia konstruktskii samoletov v SSSR do 1938 g.
Đặc điểm tổng quát
- Kíp lái: 1
- Chiều dài: 6,8 m (22 ft 4 in)
- Sải cánh: 10 m (32 ft 10 in)
- Chiều cao:  ()
- Diện tích cánh: 20,5 m² (220,7 ft²)
- Trọng lượng rỗng: 868 kg (1.914 lb)
- Trọng lượng có tải: 1.280 kg (2.822 lb)
- Động cơ: 1 × Shvetsov M-22, 313 kW (420 hp)

 Hiệu suất bay 
- Vận tốc cực đại: 280 km/h (151 kn, 174 mph)
- Tầm bay: 700 km (378 nmi, 435 mi)
- Trần bay: 7.500 m (24.606 ft)
- Tải trên cánh: 62 kg/m² (13 lb/ft²)
- Công suất/trọng lượng: 245 W/kg (0,15 hp/lb)
- Vận tốc leo cao: 5.000 m (16.405 ft) trong 10 phút

Trang bị vũ khí

- 2 × súng máy PV-1 7,62  mm (0.30  in)